# Beringie

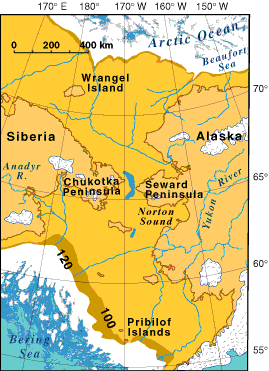
Předpokládaná rozloha Beringie

Beringie je označení zaniklé pevniny v oblasti dnešního Beringova průlivu, která v době ledové před 20 000 lety spojovala Asii se Severní Amerikou. Velká část mořské vody byla vázána ve formě ledu, hladina světového oceánu byla podstatně níže než dnes. Po tomto suchozemském mostu mohly migrovat organismy, které by se přes vodu nedostaly. Tím se vysvětluje, že se z Ameriky rozšířili koně, kteří do té doby ve Starém světě nežili. Z Asie se do Ameriky dostali první lidé, jak dokázal Aleš Hrdlička (avšak dnešní vědci připouštějí, že Amerika mohla být částečně osídlena i přes Polynésii nebo severní Atlantik).